# Federación Ecuatoguineana de Fútbol
La Federación Ecuatoguineana de Fútbol (FEGUIFUT) es el órgano rector del fútbol en Guinea Ecuatorial. Fue fundado en 1975, y afiliado a la FIFA y a la CAF en 1986. Organiza a la liga nacional de fútbol y a su selección nacional.
Entre 1968 (fecha de la independencia del país) y 1986 (fecha de la afiliación de la FEGUIFUT a la CAF y a la FIFA), a efectos internacionales Guinea Ecuatorial seguía estando representada por la Federación Española de Fútbol. Así, formalmente (aunque en la práctica nunca fue así) los resultados de los clubes ecuatoguineanos se computaban para las competiciones UEFA, y no para las competiciones CAF como hacen actualmente. Asimismo, los jugadores ecuatoguineanos eran elegibles para jugar con la selección de España, país que los representaba internacionalmente a nivel futbolístico.

## Palmarés
Guinea Ecuatorial es nuevo en eso de competiciones internacionales, ya que su primera gran competición llegó nada más ni nada menos que en 2012, año el que se fusionó con la Selección 
de Fútbol de Gabon, para organizar la CAN 2012, quedándose en los cuartos de final y su segunda vez, en 2015, quedando en cuarto lugar.
En cambio las chicas, de siempre demostraron su hambre a la hora de jugar internacionalmente, llegando una vez en la copa del mundo de 2011 y múltiples veces en la CAN femenina, siendo campeonas en 2 ocasiones. En 2008 y en 2012.

### Selecciones masculinas

#### Absoluta
| Competición               | Nunca    | No p | Tercer puesto | Cuarto puesto                 |
| ------------------------- | -------- | ---- | ------------- | ----------------------------- |
| Copa Mundial de Fútbol    | -        | -    | -             |                               |
| Copa Africana de Naciones | -        | -    | -             | 4 (Copa Africana de Naciones) |
| Copa CEMAC                | 1 (2006) | -    | –             | -                             |